# Christence Kruckow
Christence Kruckow (c. 1558 – Copenaghen, 26 giugno 1621) è stata una nobildonna danese. Fu l'unica aristocratica della Danimarca ad essere giustiziata per stregoneria.

## Biografia
Figlia di Axel Nielsen Kruckow e Anne Mogensdatter Bielke, fu cresciuta a Nakkebølle da Eiler Brockenhuus e Berte Friis, secondo la tradizione dell'aristocrazia danese. Dal 1584 fu la dama di compagnia di Anne Bille, la seconda moglie di Brockenhuus; la donna diede alla luce qundici figli tra il 1584 e il 1596, tutti nati morti o deceduti durante l'infanzia. Quando anche Anne Hardenberg, cugina di Anne Bille, partorì un bambino nato morto sospetti di stregoneria cominciarono a circolare, culminando nei processi di Gyldenstierne-sagen tra il 1596 e il 1598.
Le vicissitudini della cucina convinsero Anne Bille che anche lei era vittima di magia nera: una delle donne della zona, Ousse Lauritzes, fu arrestata e, sotto tortura, confessò che il letto della Bille era stata maledetto da un demone e da tre streghe guidate da Christence Kruckow. Visti i crescenti sospetti contro di lei, Kruckow lasciò Nakkebølle e si rifugiò nella tenuta paterna. Protetta dal suo rango e dalla decisione del re, Christence non fu ufficialmente accusata nei processi alle streghe di Nakkebølle, che si conclusero con il rogo di tre donne. 
Nel 1607 si trasferì dalla sorella ad Aalborg, dove nel 1611 cominciarono a circolare pettegolezzi su una misteriosa malattia e su gatti e maiali parlanti nel cimitero. Le dicerie portarono a un processo per stregoneria nella città, ma Kruckow non fu coinvolta. Tuttavia, le nuove leggi contro la stregoneria promulgate da Cristiano IV di Danimarca portarono a uno stato di isteria di massa che coinvolse anche Aalborg. Nel 1618 la moglie del pastore di Vor Frue Kirke (vicino di casa della Kruckow) cominciò a essere afflitta da problemi di salute mentale che attribuì alla stregoneria. Il sacerdote chiese quindi la riapertura del caso delle streghe di Aalborg di sei anni prima. 
Nel 1619 furono effettuati alcuni arresti e diverse delle imputate accusarono la Kruckow; le autorità erano tuttavia restie ad implicare una nobildonna. Soltanto l'ordine di Cristiano IV fece sì che il caso contro di lei arrivasse in tribunale, forte della accuse di svariati concittadini. Fu arrestata e confessò di aver maledetto il letto di Anne Bille e la moglie del vicino di caso. In quanto membro della nobiltà, ebbe modo di appellarsi al concilio reale e nel maggio 1621 fu portata al Castello di Copenaghen e condannata a morte per stregoneria. Mentre quattro delle presunte streghe di Aalborg furono arse sul rogo, la Kruckow fu decapitata, un privilegio legato al suo rango. Fu sempre il suo rango a permetterle di essere sepolta in terra consacrata, un privilegio raramente accordato alle streghe. Nel suo testamento lasciò mille talleri per assicurare un'istruzione a studenti indigenti; il Legatum Decollatæ Virginis rimase attivo dal 1623 al 1920.